# Бакли, Тони
Тони Бакли (англ. Tony Buckley, родился 8 октября 1980 года в Корке) — ирландский регбист, выступавший на позиции пропа (столба), один из самых тяжеловесных профессиональных регбистов в истории (рост 198 см и вес 138 кг). Он носил обувь 16-го европейского размера, которую для него специально изготавливали в Германии. Известен по выступлениям за команды «Коннахт», «Манстер» и «Сейл Шаркс».

## Карьера

### Ранние годы
Бакли занимался с детства гэльскими играми (гэльским футболом и хёрлингом), также увлекался баскетболом и футболом. Его первой регбийной командой стала команда «Кантёрк» из графства Корк. Бакли учился в Бохербойской средней школе и в колледже Ньюбридж, играл за его регбийную команду колледжа на позиции замка (в полуфинале кубка Ленстера среди старшеклассников 1999 года его команда проиграла 12:13 Цистерцианскому колледжу). Также представлял команду школьников Ленстера. На любительском уровне играл за команду «Шеннон» из Манстера, многократного Всеирландского чемпиона.

### Клубная
В сезоне 2004/2005 Бакли выступал за «Коннахт», позже стал игроком «Манстера», однако первые два сезона почти целиком пропустил из-за травм: в 2006 году повреждения в паховой области заставили Тони задуматься о досрочном завершении карьеры. В конце 2007 года рассматривался его переход в «Бат» на один год. Однако позже было объявлено о продлении контракта Бакли на два сезона.
В сезоне 2007/2008 Бакли играл уже больше времени: провёл первые четыре из шести матчей Кельтской лиги и дебютировал в Кубке Хейнекен матчем против «Лондон Уоспс». В ходе этого матча Бакли, вышедший на замену вместо травмированного Джона Хэйса, после рака на правом фланге заполучил мяч и, смещаясь с ним в центр, своей левой открытой ладонью завалил игрока «ос» Саймона Шоу на газон. В сезоне 2007/2008 «Манстер» выиграл Кубок Хейнекен, а в финальной игре против «Тулузы» Бакли вышел вместо Маркуса Хорана. В сезоне 2010/2011 «Манстер» откровенно провалился: впервые за 10 лет он не вышел в четвертьфинал Кубка Хейнекен, проиграв матч против «Оспрейз» со счётом 15:19, а Бакли выпал из состава, уступив место Майку Россу. Вследствие этого он ушёл в «Сейл Шаркс».
За три сезона Бакли провёл 59 игр в майке «Сейл Шаркс». По окончании сезона 2013/2014, который он пропустил по большей части из-за травмы ноги, Бакли заявил, что завершает профессиональную игровую карьеру и что он будет играть за любительский «Кантёрк». Ради сохранения здоровья он отклонил все предложения от клубов Франции и Англии.

### В сборной
Дебютный матч для Бакли в составе сборной Ирландии состоялся 26 мая 2007 года против Аргентины в рамках ирландского турне по Аргентине. Игра прошла в Санта-Фе, а Бакли затем сыграл и второй матч 2 июня против аргентинцев. В том же году он был включён в заявку сборной Ирландии на замену травмировавшемуся Саймону Бесту, однако ирландцы не вышли из группы. На Кубке шести наций 2008 года Тони Бакли дебютировал 2 февраля в матче против Италии, выйдя на последние 10 минут встречи, а 24 мая 2009 года занёс свою первую попытку за сборную в игре против Канады во время североамериканского летнего турне.
14 июня 2009 года Бакли отметился попыткой за вторую сборную Ирландии, известную как «Айрленд Вулфхаундз» (Ирландские волкодавы), в матче Кубка Черчилля против Грузии. В 2011 году Бакли стал выпадать из основы, проиграв конкуренцию Майку Россу, и чаще привлекаться во вторую сборную — так он пропустил Кубок шести наций 2011 года. Вторым и последним в его карьере стал чемпионат мира в Новой Зеландии: Бакли был включён в расширенный список из 43 человек и остался в окончательной заявке из 30 игроков. 25 сентября 2011 года Тони Бакли занёс свою первую попытку на Кубке мира в зачётку сборной России. Всего он сыграл 25 матчей за сборную.

## Стиль игры
Бакли был мастером силовой борьбы, способным играть на позиции левого и правого столбов, и участвовал нередко в раках. Он считался возможным сменщиком Джона Хэйса, однако полученные им по ходу карьеры травмы привели к досрочному завершению карьеры и не позволили ему реализовать его потенциал в полную силу. После операции на плече Бакли переехал в Ньюмаркет в северном Корке на восстановление: он набрал вес, из-за чего уже никто из локов не мог его поднять физически во время розыгрышей коридоров.
Помимо знаменитого удара ладонью Саймона Шоу в Кубке Хейнекен, Бакли прославился также стычкой с Баккисом Ботой во время одного из матчей против ЮАР. Бота пытался его парой грубых фраз спровоцировать во время борьбы за мяч, однако Бакли сдержался от ответных оскорблений и во время входа Боты в рак схватил его за плечо и опрокинул на спину, язвительно спросив «Ну и кто тут кто теперь?». Тем не менее, Бакли говорил, что всегда восхищался игрой Боты в мировом регби. Из других эпизодов, в которых отметился Бакли, выделяется случай в 2010 году в игре против «Олл Блэкс», когда Бакли на 6-й минуте в центре поля сумел провести захват Ричи Маккоу, подняв его над землёй и опустив на спину, а также полуфинал Кубка Хейнекен между «Манстером» и «Биаррицем», когда Бакли схватил находившегося в раке Арно Миньярди за одежду и вытащил его, опрокинув на газон — французские телекомментаторы сказали, что Бакли поднял Миньярди так же легко, как «мешок с картошкой».

## Личная жизнь
По окончании карьеры игрока Бакли устроился работать в компанию Johnson & Johnson управляющим конвейера. Его жена — Элен Коллинз, также регбистка, выступавшая за ирландскую сборную. В 2011 году она тяжело заболела и отправилась проходить лечение в Манчестер, и именно поэтому Тони выбрал в качестве клуба «Сейл Шаркс», так как из Лондона было быстрее всего добираться в больницу. Отец троих детей — дочерей Эллы и Элис и сына Эйдана. Несмотря на завершение карьеры, Бакли неоднократно говорил о беспокоящих его последствиях травм спины, а также жаловался на то, что страдает от депрессии. Предпочитает китайскую кухню, любимым телесериалом называл «Героев». Одним из своих кумиров называет Шейна Макгоуэна.
По сообщению Independent.ie, 1 апреля 2015 года дом матери Тони Бакли ограбили воры, которые вынесли большую сумму денег и несколько регбийных медалей. Бакли утверждал, что зашёл в тот дом, когда грабители ещё там были, но не успел никого поймать.

## Статистика в сборной
| Противник      | Игры | Победы | Поражения | Ничьи | Попытки | Очки | Процент побед |
| -------------- | ---- | ------ | --------- | ----- | ------- | ---- | ------------- |
| Аргентина      | 3    | 1      | 2         | 0     | 0       | 0    | 33.33         |
| Австралия      | 2    | 0      | 2         | 0     | 0       | 0    | 0             |
| Канада         | 2    | 2      | 0         | 0     | 1       | 5    | 100           |
| Англия         | 2    | 1      | 1         | 0     | 0       | 0    | 50            |
| Фиджи          | 1    | 1      | 0         | 0     | 0       | 0    | 100           |
| Франция        | 2    | 0      | 2         | 0     | 0       | 0    | 0             |
| Италия         | 1    | 1      | 0         | 0     | 0       | 0    | 100           |
| Новая Зеландия | 3    | 0      | 3         | 0     | 0       | 0    | 0             |
| Россия         | 1    | 1      | 0         | 0     | 1       | 5    | 100           |
| Шотландия      | 3    | 1      | 2         | 0     | 0       | 0    | 33.33         |
| ЮАР            | 1    | 0      | 1         | 0     | 0       | 0    | 0             |
| США            | 2    | 2      | 0         | 0     | 0       | 0    | 100           |
| Уэльс          | 2    | 1      | 1         | 0     | 0       | 0    | 50            |
| Итого          | 25   | 11     | 14        | 0     | 2       | 10   | 44            |